# Guglielmo Gabetto
Guglielmo Antonio Gabetto (Torino, 24 febbraio 1916 – Superga, 4 maggio 1949) è stato un calciatore italiano, di ruolo attaccante.
Prematuramente scomparso nella tragedia di Superga, ha legato la carriera alle due maggiori formazioni della sua città: prima la Juventus, vivendo da comprimario l'epilogo del Quinquennio d'oro ed emergendo negli anni seguenti tra i maggiori attaccanti italiani del suo tempo, e poi il Torino, partecipando, da protagonista ormai affermato del calcio italiano, alla vittoriosa epopea del Grande Torino. Realizzò più di 80 reti in Serie A con le due maglie: grazie ai 102 gol totali in bianconero, si posiziona nella top ten dei marcatori juventini sia nei campionati sia in Coppa Italia, mentre con 127 reti totali in granata si trova al 4º posto tra i goleador torinisti di tutti i tempi.
Insieme ad Alfredo Bodoira ed Eugenio Staccione, è stato uno dei soli tre calciatori ad aver vinto il campionato italiano con entrambe le principali squadre torinesi.

## Caratteristiche tecniche
Attaccante completo, rapido nel breve e guizzante nel dribbling, con notevoli doti acrobatiche. Fantasioso realizzatore di gol apparentemente impossibili, la coordinazione e la potenza del tiro ne fecero un cannoniere implacabile.
Era acrobatico, astuto e malizioso, sfruttava il fisico longilineo e spigoloso per dare spettacolo: odiava fare le cose banali. Per la sua eleganza e i capelli sempre in ordine, lisciati dalla brillantina a imitazione dell'altro grande juventino Raimundo Orsi, era soprannominato il Barone, come accadrà decenni dopo prima a Nils Liedholm e poi a Franco Causio.
Era il cosiddetto "uomo spogliatoio", capace di sdrammatizzare ogni situazione, gratificato da una spontaneità tipicamente popolana.

## Carriera

Gabetto in azione alla Juventus nella stagione 1938-1939

Torinese purosangue, della Borgata Aurora, incominciò a giocare nella Juventus nel 1934 e in soli sette anni segnò 102 gol (di cui 86 in campionato) che ne fanno ancora oggi uno dei migliori realizzatori nella storia della società bianconera.
Nel 1941 fu acquistato ai concittadini del Torino per la somma, notevole per l'epoca, di 330 000 lire; nello stesso anno la società granata acquistò altri due juventini, Felice Borel e Alfredo Bodoira.
Qualcuno, scherzosamente, lo chiamava «La Santa Rita dei goleador», per le sue reti così difficili da realizzare, un po' come i miracoli attribuiti alla Santa. Era molto amato dai tifosi, che lo chiamavano "Gabe". Lui legava profondamente con Franco Ossola e ciò era proficuo anche in campo, dove il loro affiatamento dava buoni risultati alla squadra.
Quando arrivarono al Torino anche Ezio Loik e Valentino Mazzola poté giocare al meglio delle sue possibilità e negli anni successivi divenne un pilastro del Grande Torino, unico autentico torinese di quella squadra insieme a Piero Operto.
Perì insieme ai suoi compagni di squadra il 4 maggio 1949, nella tragedia di Superga. Nel Torino aveva segnato 127 gol in 225 partite; nella Juventus aveva tenuto una media simile, che ne fa uno dei più grandi attaccanti italiani.
Nella sua carriera non ha mai conquistato "ufficialmente" il titolo di capocannoniere, pur essendo il calciatore che fra Campionato Alta Italia e Girone finale ha realizzato il maggior numero di reti (22 in totale) nell'anomala stagione 1945-1946.
Gabetto è stato sepolto presso il cimitero monumentale di Torino.

## Statistiche

### Presenze e reti nei club
| Stagione        | Squadra         | Campionato      | Campionato | Campionato | Coppe nazionali | Coppe nazionali | Coppe nazionali | Coppe continentali | Coppe continentali | Coppe continentali | Altre coppe | Altre coppe | Altre coppe | Totale | Totale |
| Stagione        | Squadra         | Comp            | Pres       | Reti       | Comp            | Pres            | Reti            | Comp               | Pres               | Reti               | Comp        | Pres        | Reti        | Pres   | Reti   |
| --------------- | --------------- | --------------- | ---------- | ---------- | --------------- | --------------- | --------------- | ------------------ | ------------------ | ------------------ | ----------- | ----------- | ----------- | ------ | ------ |
| 1934-1935       | Juventus        | A               | 6          | 0          | -               | -               | -               | CEC                | 7                  | 1                  | -           | -           | -           | 13     | 1      |
| 1935-1936       | Juventus        | A               | 22         | 20         | CI              | 3               | 2               | -                  | -                  | -                  | -           | -           | -           | 25     | 22     |
| 1936-1937       | Juventus        | A               | 30         | 18         | CI              | 1               | 0               | -                  | -                  | -                  | -           | -           | -           | 31     | 18     |
| 1937-1938       | Juventus        | A               | 22         | 9          | CI              | 3               | 2               | CEC                | 5                  | 4                  | -           | -           | -           | 30     | 15     |
| 1938-1939       | Juventus        | A               | 27         | 10         | CI              | 2               | 3               | -                  | -                  | -                  | -           | -           | -           | 29     | 13     |
| 1939-1940       | Juventus        | A               | 29         | 13         | CI              | 4               | 3               | -                  | -                  | -                  | -           | -           | -           | 33     | 15     |
| 1940-1941       | Juventus        | A               | 28         | 16         | CI              | 2               | 2               | -                  | -                  | -                  | -           | -           | -           | 30     | 18     |
| Totale Juventus | Totale Juventus | Totale Juventus | 164        | 86         |                 | 15              | 12              |                    | 12                 | 5                  |             | -           | -           | 191    | 102    |
| 1941-1942       | Torino          | A               | 27         | 16         | CI              | 1               | 1               | -                  | -                  | -                  | -           | -           | -           | 28     | 17     |
| 1942-1943       | Torino          | A               | 26         | 14         | CI              | 5               | 4               | -                  | -                  | -                  | -           | -           | -           | 31     | 18     |
| 1944            | Torino          | CAI             | 26         | 20         | -               | -               | -               | -                  | -                  | -                  | -           | -           | -           | 26     | 20     |
| 1945-1946       | Torino          | DN              | 35         | 22         | -               | -               | -               | -                  | -                  | -                  | -           | -           | -           | 35     | 22     |
| 1946-1947       | Torino          | A               | 35         | 19         | -               | -               | -               | -                  | -                  | -                  | -           | -           | -           | 35     | 19     |
| 1947-1948       | Torino          | A               | 36         | 23         | -               | -               | -               | -                  | -                  | -                  | -           | -           | -           | 36     | 23     |
| 1948-1949       | Torino          | A               | 34         | 8          | -               | -               | -               | -                  | -                  | -                  | -           | -           | -           | 34     | 8      |
| Totale Torino   | Totale Torino   | Totale Torino   | 219        | 122        |                 | 6               | 5               |                    | -                  | -                  |             | -           | -           | 225    | 127    |
| Totale carriera | Totale carriera | Totale carriera | 383        | 208        |                 | 21              | 17              |                    | 12                 | 5                  |             | -           | -           | 416    | 231    |

### Cronologia presenze e reti in nazionale
| Cronologia completa delle presenze e delle reti in nazionale ― Italia | Cronologia completa delle presenze e delle reti in nazionale ― Italia | Cronologia completa delle presenze e delle reti in nazionale ― Italia | Cronologia completa delle presenze e delle reti in nazionale ― Italia | Cronologia completa delle presenze e delle reti in nazionale ― Italia | Cronologia completa delle presenze e delle reti in nazionale ― Italia | Cronologia completa delle presenze e delle reti in nazionale ― Italia | Cronologia completa delle presenze e delle reti in nazionale ― Italia |
| Data                                                                  | Città                                                                 | In casa                                                               | Risultato                                                             | Ospiti                                                                | Competizione                                                          | Reti                                                                  | Note                                                                  |
| --------------------------------------------------------------------- | --------------------------------------------------------------------- | --------------------------------------------------------------------- | --------------------------------------------------------------------- | --------------------------------------------------------------------- | --------------------------------------------------------------------- | --------------------------------------------------------------------- | --------------------------------------------------------------------- |
| 5-4-1942                                                              | Genova                                                                | Italia                                                                | 4 – 0                                                                 | Croazia                                                               | Amichevole                                                            | 1                                                                     |                                                                       |
| 27-4-1947                                                             | Firenze                                                               | Italia                                                                | 5 – 2                                                                 | Svizzera                                                              | Amichevole                                                            | -                                                                     |                                                                       |
| 11-5-1947                                                             | Torino                                                                | Italia                                                                | 3 – 2                                                                 | Ungheria                                                              | Amichevole                                                            | 2                                                                     |                                                                       |
| 14-12-1947                                                            | Bari                                                                  | Italia                                                                | 3 – 1                                                                 | Cecoslovacchia                                                        | Amichevole                                                            | 1                                                                     |                                                                       |
| 4-4-1948                                                              | Parigi                                                                | Francia                                                               | 1 – 3                                                                 | Italia                                                                | Amichevole                                                            | 1                                                                     |                                                                       |
| 16-5-1948                                                             | Torino                                                                | Italia                                                                | 0 – 4                                                                 | Inghilterra                                                           | Amichevole                                                            | -                                                                     |                                                                       |
| Totale                                                                |                                                                       | Presenze                                                              | 6                                                                     |                                                                       | Reti                                                                  | 5                                                                     |                                                                       |

## Palmarès
- Campionato italiano: 6

Juventus: 1934-1935
Torino: 1942-1943, 1945-1946, 1946-1947, 1947-1948, 1948-1949
- Coppa Italia: 2

Juventus: 1937-1938
Torino: 1942-1943

## Nella cultura di massa
Il giornalista sportivo Giglio Panza ricorda Guglielmo Gabetto perché erano entrambi nella Compagnia Atleti del 92º Fanteria. Quando arrivò come recluta, Panza era già un graduato; iniziò così la loro amicizia. Gli altri commilitoni avevano rispetto per lui, perché considerato un personaggio importante. Cercava di legare con tutti e faceva fino in fondo il suo lavoro di recluta. Una volta fece vincere una gara di marcia a Panza perché gli fosse concesso un permesso domenicale, così da trascorrerlo con la sua ragazza. Gabetto era già fidanzato con quella che sarebbe poi divenuta la moglie. Le loro strade si separarono durante il conflitto, Panza si occupò della guerra come cronista, mentre Gabetto rimase in città a giocare. Si ritrovarono dopo la Liberazione, quando ormai era già un tassello del Grande Torino.
Un aneddoto per ricordare Gabetto. Era considerato un «discolo». Durante il ritorno da una trasferta a Trieste il pullman del Torino fu inseguito dalla Polizia. Il «Barone» aveva riempito il bagagliaio di sigarette di contrabbando. Così gli furono ritirati i documenti, sequestrate le sigarette e per fortuna, grazie ai dirigenti granata, riuscì a rientrare a casa. Per riprenderseli dovette lottare a lungo, perché la Polizia voleva fargli giocare una partita nella propria squadra, che aveva un incontro importante da disputare. Grazie all'accompagnatore granata riuscì a convincerli che la partita del Torino in campionato era più importante della loro.
È stato interpretato dall'attore Massimo Molea nella miniserie TV del 2005 Il Grande Torino.